# Condado de Gilpin
O Condado de Gilpin é um dos 64 condados do Estado americano do Colorado. A sede do condado é Central City, e sua maior cidade é Central City. O condado possui uma área de 389 km² (dos quais 1 km² estão cobertos por água), uma população de 4 757 habitantes, e uma densidade populacional de 12 hab/km² (segundo o censo nacional de 2000). O condado foi fundado em 1 de novembro de 1861.